# Rozabales (Lugo)
Rozabales (llamada oficialmente Santa María de Rozavales) es una parroquia y una aldea española del municipio de Monforte de Lemos, en la provincia de Lugo, Galicia.

## Otras denominaciones
La parroquia también es conocida por el nombre de Santa María de Rozabales.

## Límites
Limita al norte con las parroquias de Sindrán y Liñares, al este con Vilachá y al sur y oeste con Villamarín.

## Organización territorial
La parroquia está formada por nueve entidades de población:

### Entidades de población
Entidades de población que forman parte de la parroquia:
- Fonte (A Fonte)
- Infesta (A Infesta)
- Penedo
- Rozabales (Rozavales)
- Salgueiros
- Salvadur

### Despoblados
Despoblados que forman parte de la parroquia:
- Cacabelos
- Rubín

## Demografía

### Parroquia
| Gráfica de evolución demográfica de Rozabales (parroquia) entre 2000 y 2020 |
|                                                                             |
| Datos según el nomenclátor publicado por el INE.                            |

### Aldea
| Gráfica de evolución demográfica de Rozabales (aldea) entre 2000 y 2020 |
|                                                                         |
| Datos según el nomenclátor publicado por el INE.                        |